# 미타니촌 (후쿠시마현)
미타니촌(三谷村)은 일본 후쿠시마현 오누마군에 있던 촌이다. 현재의 미시마정의 남안에 해당한다.

## 역사
- 1889년 4월 1일 - 정촌제 시행에 의해 3촌의 구역으로 성립하였다
- 1942년 4월 1일 - 니시카와촌, 하라야촌과 합병해 미야시타촌이 성립하여, 동일 미타니촌이 폐지되었다.

## 참고문헌
- 角川日本地名大辞典 7 福島県